# Micraspis discolor
Micraspis discolor är en skalbaggsart som först beskrevs av Fabricius 1798.  Micraspis discolor ingår i släktet Micraspis och familjen nyckelpigor. Inga underarter finns listade i Catalogue of Life.